# Jan Ariens Duif
Jan Ariens Duif, ook  Johannes Adriaensz. Duif en Jan Duif  (Gouda, 1617 - aldaar, 1649) was een Nederlandse kunstschilder.

## Leven en werk
Duif werd op negenjarige leeftijd opgenomen in het weeshuis van Gouda. "Op den 18en Juni 1626 is in het Weeshuis ontfange Jan Ariensz. Duif, oud omtrent 9 jaren  ... Deze jongen zal leeren schilderen, by Wouter Crabeth zijn neef". Reeds in het weeshuis viel zijn schilderstalent op. Als negentienjarige jongen schilderde hij in 1636 de regenten van het weeshuis. Op dit schilderij heeft hij zichzelf afgebeeld als weesjongen naast de weesvader. Jan Duif was dus een leerling van zijn neef de Goudse schilder Wouter Pietersz Crabeth. Hij schilderde vooral portretten en genrevoorstellingen.
Ander werken van Duif zijn portretten van de franciscaan Gregorius Simpernel uit 1640 en van de lutherse predikant Clemens Bijleveld uit 1642. Hij schilderde ook een afbeelding van de overleden pater Simpernel in 1649, het jaar waarin hij ook zelf overleed. Door het kopiëren van dit portret van Simpernel  werd hij rijkelijk beloond, aldus de stadshistoricus Ignatius Walvis.
Duif trouwde op 10 november 1647 met Marytie Pietersz. Hij overleed binnen twee jaar na zijn trouwdag in 1649 aan een "schielijke beroerdheid".

## Afbeeldingen

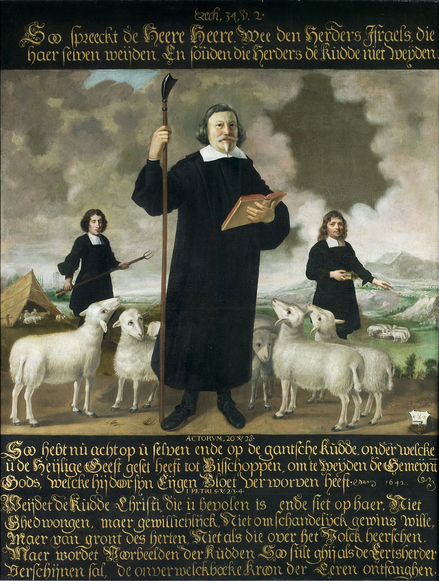
Clemens Bijleveld als de Goede Herder geschilderd door Duif (1642)
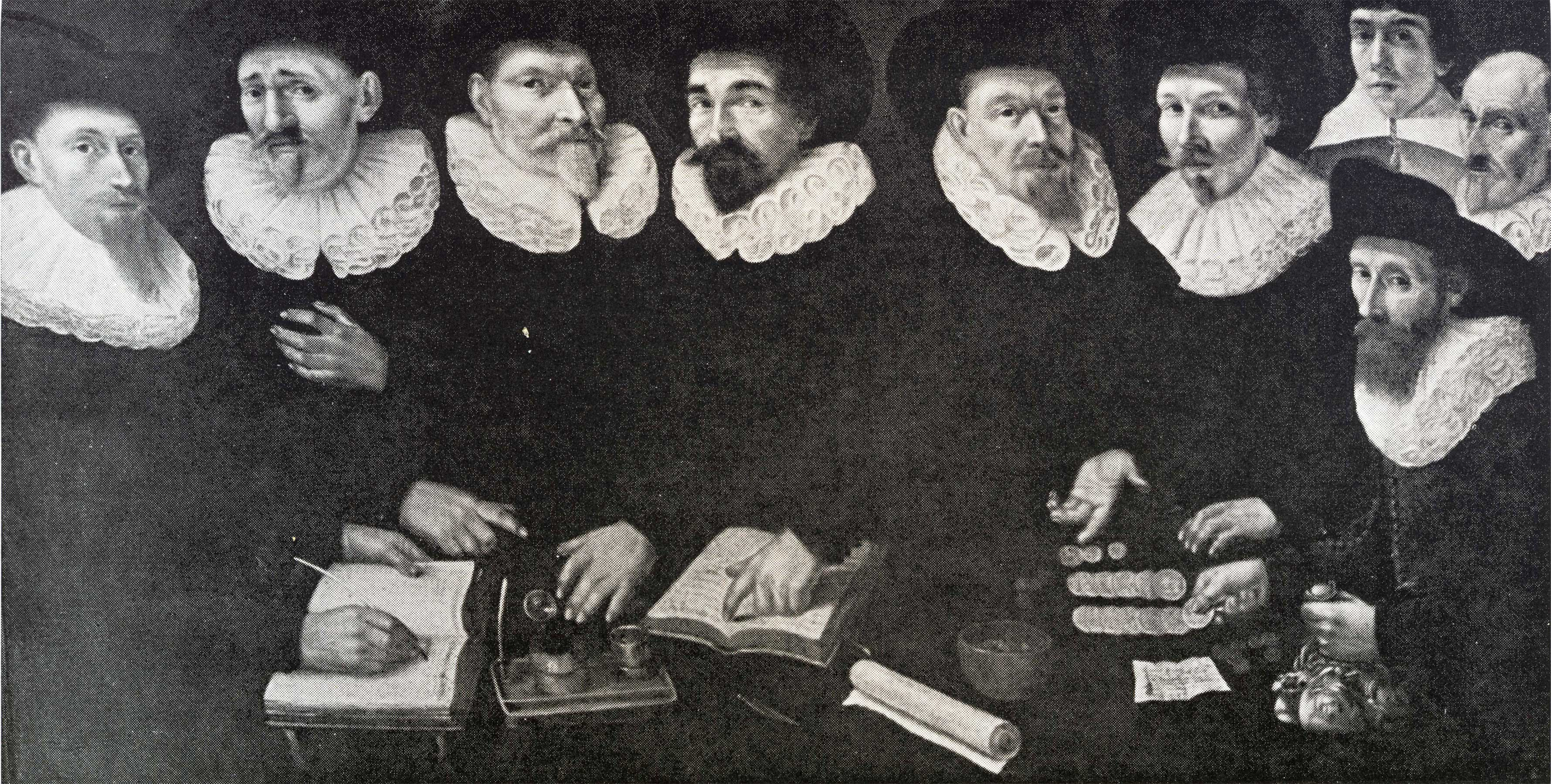
Duif heeft zichzelf achter de regenten afgebeeld, naast de weesvader. De middelste regent is Dirck Beuckel, rechts naast hem staat de regent Cornelis van Steyn (1636)
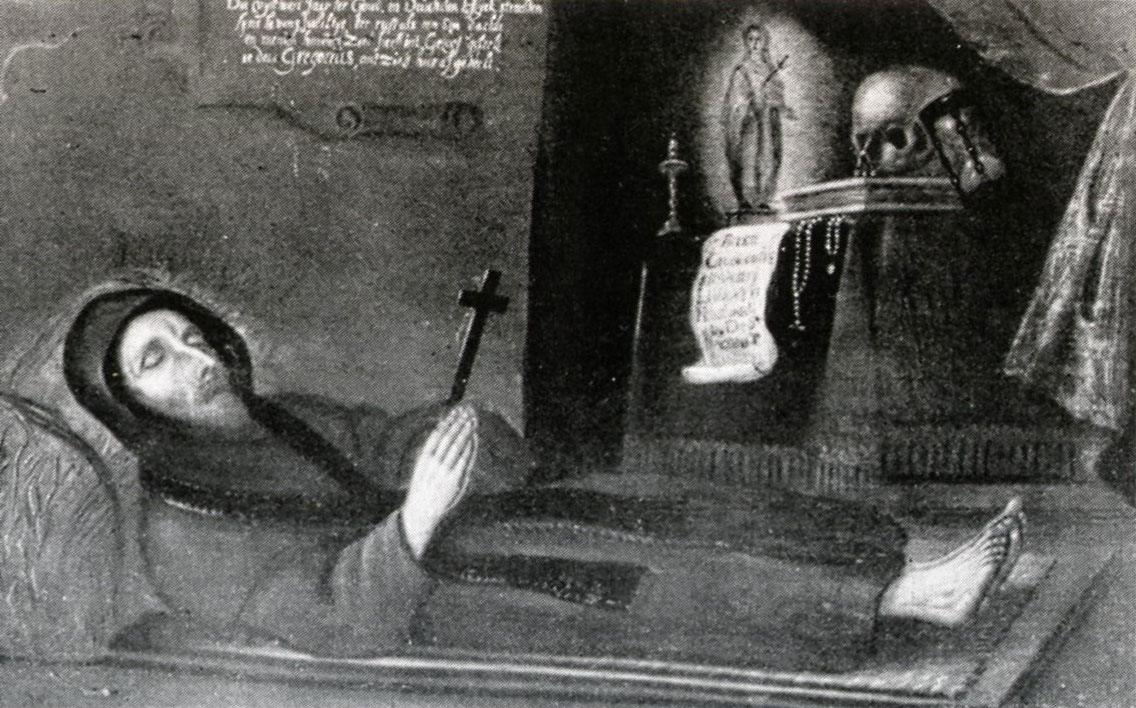
Portret van de overleden franciscaan Gregorius Simpernel (1649)